# 紀元前428年
紀元前428年（きげんぜん428ねん）

## 他の紀年法
- 干支 : 癸丑
- 日本
  - 皇紀233年
  - 孝昭天皇48年
- 中国
  - 周 - 考王13年
  - 秦 - 懐公元年
  - 晋 - 幽公6年
  - 楚 - 簡王4年
  - 斉 - 宣公28年
  - 燕 - 閔公11年
  - 趙 - 襄子48年
  - 魏 - 文侯18年
- 朝鮮
  - 檀紀1906年
- ベトナム :
- 仏滅紀元 : 117年
- ユダヤ暦 : 3333年 - 3334年

## できごと

### 地域

#### ギリシア
- ペロポネソス同盟軍、アッティカに侵入（ミュティレネの反乱）。

#### イタリア
- ギリシアの植民地であったクーマイがサムニウムに陥落した。サムニウムはカンパニア平原を治め始めた。

### 分野

#### 文学
- エウリピデスの悲劇「ヒッポリュトス」がディオニューシア祭で演じられた。
- ソフォクレスが「オイディプス王」を著した。

## 誕生
- アルキタス：古代ギリシアの哲学者、数学者、天文学者、音楽理論家、政治家、軍事戦略家

## 死去
- アナクサゴラス：古代ギリシアの自然哲学者
- ラーズ・トルミニウス：ウェイイの王